# Idioma proto-fínico
El proto-fínico o proto-balto-fínico es el ancestro común de las lenguas balto-fínicas, que incluyen lenguas nacionales como el finés y el estonio. El proto-fínico no está atestiguado en ningún texto, pero ha sido reconstruido mediante los métodos de la lingüística histórica. El proto-fínico desciende a su vez del proto-finoúgrio que a su vez es descendiente del proto-urálico.

## Aspectos históricos, sociales y culturales

### Periodización
En la literatura se distinguen tres etapas del proto-fínico:
- proto-fínico temprano, el último ancestro común de las lenguas fínicas y sus parientes externos más cercanos, generalmente entendidos como las lenguas sami, aunque las Lenguas mordvínicas también podrían derivar de esta etapa (ver Lenguas fino-pérmicas). Este estado de reconstrucción parece ser casi idéntico al proto-finougrio.
- proto-fínico medio, una etapa anterior en el desarrollo del fínico, utilizada en Kallio (2007) para el punto en que la lengua había desarrollado sus diferencias más características respecto al proto-finoúgrio (principalmente: la pérdida de varios fonemas consonánticos del inventario segmental, incluyendo todas las consonantes palatalizadas).
- proto-fínico tardío, el último ancestro común del finés y el estonio, y por tanto del subgrupo fínico del golfo de Finlandia. El estonio meridional y el idioma livonio ya se habrían separado en este punto.

### Época y región
Las opiniones sobre cuándo y dónde se habló el proto-fínico han variado a lo largo de los años. Muchas de las fuentes más antiguas no reconocen el proto-fínico medio, reconociendo solo el proto-fínico temprano y tardío:
| Año       | Autor(es)   | proto-fínico temprano  | proto-fínico temprano  | proto-fínico medio        | proto-fínico medio        | proto-fínico tardío                             | proto-fínico tardío                             | Notas |
| --------- | ----------- | ---------------------- | ---------------------- | ------------------------- | ------------------------- | ----------------------------------------------- | ----------------------------------------------- | ----- |
| 1965      | Décsy       | c. 400 a. C.-1 d. C.   | c. 400 a. C.-1 d. C.   | c. 400 a. C.-1 d. C.      | 1-1000 d. C.              | 1-1000 d. C.                                    | 1-1000 d. C.                                    |       |
| 1977      | Sammallahti | c. ...-1000 a. C.      | c. ...-1000 a. C.      | c. ...-1000 a. C.         | c. 1000-200 a. C.         | c. 1000-200 a. C.                               | c. 1000-200 a. C.                               | [ 3 ] |
| 1981      | Korhonen    | c. 1500-1000 a. C.     | c. 1500-1000 a. C.     | c. 1000 a. C.-1 d. C.     | c. 1000 a. C.-1 d. C.     | c. 1000 a. C.-1 d. C.                           | c. 1000 a. C.-1 d. C.                           | [ 5 ] |
| 2012-2014 | Kallio      | c. 1800-500 a. C.      | c. 1800-500 a. C.      | c. 500 a. C.-200 d. C.    | c. 500 a. C.-200 d. C.    | división hacia finales del primer milenio d. C. | división hacia finales del primer milenio d. C. |       |
| 2018      | Lang        | c. 1200-800..500 a. C. | c. 1200-800..500 a. C. | c. 800..500 a. C.-1 d. C. | c. 800..500 a. C.-1 d. C. | c. 1 d. C.-800 d. C.                            | c. 1 d. C.-800 d. C.                            | [ 9 ] |

Notas
a. Sammallahti sitúa la divergencia del estonio meridional del proto-fínico tardío (myöhäiskantasuomi, que él usa para referirse a la etapa anterior a ese punto) alrededor del 600-500 a. C.
b. Korhonen reconoce una distinción entre proto-fínico medio y tardío pero no especifica la fecha de transición.
c. Lang sitúa la transición de proto-fínico temprano a medio en algún momento entre 800-500 a. C.
Se cree que el proto-fínico se habló sobre las costas del golfo de Finlandia, pero las teorías sobre su ubicación anterior han variado; tradicionalmente se ha considerado que el proto-fínico llegó primero a la costa oriental del Golfo de Finlandia, pero también se ha sugerido que el proto-fínico medio se hablaba en una zona de la actual Estonia y partes noreste de Letonia.

### Cambios hasta el proto-fínico tardío
- ï > a. Este cambio es compartido por varias otras lenguas urálicas occidentales, incluyendo las lenguas saami y las mordvínicas.
- ä...ä > a...e.
- Desafricación inicial de palabra:
  - č > š.
  - ć > ś.
- ŋ y x se pierden como fonemas. Entre vocales generalmente se pierden por completo, provocando el alargamiento de la vocal precedente.
  - En ciertos casos, esto pudo haber procedido mediante vocalización a w. Compárese por ejemplo pUr mexi- > pFinmöö- "vender"; pUr sewi- > pFin söö- "comer".
  - Ante consonantes dentales/alveolares, ambas consonantes suelen vocalizarse a w.
  - El grupo ŋk permanece, pero ŋ en este caso es ahora simplemente un alófono de *n en lugar de un fonema independiente.
- Despalatalización:
  - ć > c.
  - ś > s.
  - δ́ > δ.
  - ń > n.
- Alargamiento de vocales abiertas:
  - a > oo (incluyendo el antiguo ï) y ä > ee, cuando las vocales aparecen
    1. en una sílaba abierta, y
    2. seguidas de una consonante sonora no semivocal (m, *n, *l, *r, δ), y
    3. seguidas de una vocal original no abierta i (también denotada ə, e).

  - Ej.: PU ńäli- > PF ńeele- "tragar"; PU ńëli > PF nooli "flecha"
- δ > t.
- Las secuencias de una vocal y una semivocal j o w silábica final se reinterpretan como diptongos: aj > ai, aw > au etc. En consecuencia, estas consonantes ya no podían cerrar una sílaba (relevante para la gradación consonántica). Cualquier diptongo terminado en u se sometió a la armonía vocálica y se dividió en u y ü en consecuencia.
  - En algunos casos, quedaron alternancias entre la forma consonántica y vocálica, por ejemplo en käüdäk "caminar" ~ *kävi "caminó" (finés käydä ~ kävi).
- Monoptongación de algunos diptongos en sílabas no iniciales:
  - au > o
  - ei > i
  - eu > u, eü > ü
- La -e final de palabra se convierte en -i.
- ti se asibila a ci.
  - El cambio se bloqueaba si otra obstruente coronal precedía, es decir, tti, cti, sti, šti (así finés kaksi "dos" ~ kahden < Pre-proto-fínico kakti, pero lehti "hoja" ~ lehden < lešti).
  - El cambio fue alimentado por ei > i, que también causó asibilación.
- Apócope de la -i final cuando al menos dos sílabas precedían. Esto ocurrió después de la asibilación, lo que creó alternancias entre -c final y *-t- medial en algunos sustantivos (por ejemplo, sustantivos en finés en -us, genitivo -uden, esivo -utena).
- Síncope/contracción de -e- medial entre c, l, n, r, s, š, t y una siguiente k, n o t. El síncope se evitaba si más de una consonante seguía a la -e-. Si más de una consonante precedía, los grupos consonánticos a menudo se simplificaban eliminando el primer miembro del grupo.
  - Ejemplos de síncope ante t están muy extendidos, debido a las muchas terminaciones que comienzan con esta consonante, incluyendo el singular partitivo, el plural genitivo, el infinitivo y varias formas pasivas. Ejemplos en finés son vesi "agua", partitivo vettä (< vetetä), lohi "salmón", partitivo lohta (< lošeta), purra "morder" (< purdak < puretak).
  - El síncope ante n también era regular, pero había menos entornos en los que podía ocurrir. Ocurrió notablemente en el modo potencial y el participio activo pasado de los verbos. Muchos de los grupos que terminaban en n fueron luego simplificados por asimilación, ya sea asimilando la n a la consonante precedente, o en algunos casos al revés. Ejemplos en finés son purren, purrut (formas de purra "morder"; < purnen, purnut < purenen, purenut), pessen, pessyt (formas de pestä "lavar", < pesnen, pesnüt < pesenen, pesenüt). La contracción también ocurrió en el singular esivo de los nominales, pero estas formas a menudo se restauraron analógicamente. El finés todavía conserva algunos casos obsoletos o fosilizados de esivos contraídos, por ejemplo toissa "en la penúltima (vez)" (< toicna < toicena), una forma esiva fosilizada de toinen "segundo".
  - El síncope ante k era regular pero había pocos entornos en los que podía ocurrir. Se ve principalmente en formas imperativas de verbos, que se forman con un sufijo -k-. Ejemplos en finés son olkaa (imperativo de olla "ser"; < olkade < volekate), maatkaa (formas de maata "tumbarse"; < magatkate < makatekate).
  - El síncope también ocurrió entre m y t en varios casos, dando -nt-. Esto ocurrió quizás en todos los casos, pero se revirtió más tarde en muchos casos. Un ejemplo en finés es lumi "nieve", partitivo lunta (< Pre-proto-fínico lumeta). El finés antiguo tenía más ejemplos de esto, que luego se restauraron por analogía.
  - Dos palabras muestran la contracción -ket- > -kt-: näktäk "ver" < näketäk (finés nähdä) y tektäk "hacer" < *teketäk (finés tehdä).
- Aplicación de la gradación radical en sílabas cerradas, causando sonorización de obstruentes cortas y acortamiento de oclusivas geminadas. Esto ocurrió después del apócope, o todavía era productivo en ese momento, ya que las sílabas finales en consonante recién creadas como resultado del apócope también desencadenaban gradación.
- š > h
  - Los grupos tš y kš pierden su primer componente para convertirse también en simple *h.
- č > t, pero *čk se desarrolla de manera diferente en el estonio meridional, ver más abajo.
- En sílabas no iniciales, los diptongos con i de vocal baja se elevan:
  - äi > ei
  - ai > oi cuando la sílaba precedente contiene una vocal no redondeada.
  - ai > ei en otros lugares.
  - Algún tiempo después de este cambio, ei > i nuevamente en sílabas no iniciales. Este último cambio ocurrió tarde en el proto-fínico y no desencadenó asibilación como lo hizo el cambio anterior ei > i. También siguió al cambio del fínico meridional de e a ë (estonio õ etc.) en palabras con armonía posterior, ya que solo se vio afectado ei, mientras que ëi permaneció sin cambios. Así, diferentes variedades fínicas muestran diferentes resultados, como: muna "huevo", plural munai- > *munei- > finés muna, muni- pero fínico meridional munëi- > vótico muna, munõi-, võro muna, munnõ-, estonio muna, mune- (con õ > e por pérdida de la armonía vocálica).
- Pérdida de semivocales ante vocales:
  - ji > i. Este cambio siguió al anterior, ya que el antiguo eji se convierte en ei pero no termina como i: peni "perro", plural peneji- > finés peni, penei-, võro pini, pin(n)e-.
  - je > e al inicio de palabra.
  - vu > u.
  - vü > ü.
  - vo > o. Este cambio debe haber ocurrido después de que el proto-fínico se dividiera, ya que el estonio y el võro võtma "tomar" conservaron la consonante hasta después del desredondeo dialectal de o a *õ (lo que evitó que el cambio lo afectara). Compárese con el finés ottaa, veps otta, donde sí se aplicó ya que no hubo desredondeo en esos dialectos.

## Descripción lingüística

### Fonología
Los sonidos del proto-fínico pueden reconstruirse mediante el método comparativo. El proto-fínico reconstruido se transcribe tradicionalmente usando el alfabeto fonético urálico (UPA). Las siguientes convenciones UPA y relacionadas se adoptan en este artículo para transcribir formas proto-fínicas:
- Las vocales anteriores /æ ø y/ se denotan con diéresis, como en la ortografía estonia: ⟨ä ö ü⟩.
- La africada /t͡s/ se escribe como ⟨c⟩.
- La fricativa velar sorda /x/ se escribe como ⟨h⟩.
- Las consonantes y vocales largas se escriben duplicadas: ⟨aa ee ii pp tt kk cc⟩ etc.
- Las consonantes semilargas se escriben con un apóstrofo siguiente: ⟨p' t' k' c'⟩.
- La semivocal labial /ʋ ~ w/ se escribe como ⟨v⟩.
- Los diptongos se escriben con dos letras vocálicas cuando sigue una consonante: ⟨au ai⟩ (no ⟨av aj⟩).

### Consonantes
El inventario consonántico del proto-fínico tenía relativamente pocas fricativas fonémicas, muy similar al de las lenguas baltofínicas modernas. La sonoridad no era contrastiva fonémicamente, pero la lengua sí poseía alófonos sonoros de ciertas consonantes sordas. La siguiente tabla enumera los fonemas consonánticos del proto-fínico tardío. Los sonidos escritos entre paréntesis representan alófonos y no son fonemas independientes. Cuando una consonante se anota en este artículo con un símbolo distinto del símbolo IPA correspondiente, el primero se da primero, seguido del segundo.
|              |              | Labial | Dental/Alveolar | Palatal | Velar |
| ------------ | ------------ | ------ | --------------- | ------- | ----- |
| Nasales      | Nasales      | m      | n               |         | ([ŋ]) |
| Oclusivas    | Sorda        | p      | t               |         | k     |
| Oclusivas    | Sonora       | (b)    | (d)             |         | (ɡ)   |
| Africada     | Africada     |        | c /t͡s/          |         |       |
| Fricativas   | Sorda        |        | s               |         | h /x/ |
| Fricativas   | Sonora       | (β)    | (ð)             |         | (ɣ)   |
| Vibrante     | Vibrante     |        | r               |         |       |
| Aproximantes | Aproximantes | v /w/  |                 | j       |       |
| Lateral      | Lateral      |        | l               |         |       |

- h evolucionó bastante tarde a partir de la sibilante postalveolar *š del proto-fínico medio. Puede haberse realizado como [h] ante otra consonante.
- v quizás se realizó como labiodental [ʋ] cuando seguía una vocal, en lugar de una verdadera consonante bilabial.
- [ŋ] era un alófono de *n ante *k. El fonema proto-urálico original *ŋ se había perdido y cambiado a otros sonidos, excepto en esta posición.
- [b β], [d ð] y [ɡ ɣ] eran alófonos de *p, *t y *k respectivamente, y se desarrollaron como resultado de la gradación consonántica.
- La *-k final probablemente era no explosiva [k̚], debido a su pérdida en muchas lenguas descendientes.

Además el proto-fínico habría tenido dos niveles fonémicos de duración consonántica, corta y larga (geminada). El contraste en sí había sido heredado del proto-urálico, pero se expandió considerablemente: todas las consonantes excepto *r, *h, *j y w podían ser cortas o largas. Las tres oclusivas y la africada c /ts/ también poseían una duración semilarga ([pˑ], [tˑ], [kˑ] y [tsˑ]), pero parecen haber estado en distribución (alofónica) complementaria con las consonantes completamente largas, y por lo tanto no se cree que fueran fonémicas. Aparecían en posiciones predecibles como resultado de la gradación consonántica, como las fricativas sonoras.

#### Gradación consonántica
La gradación consonántica era un proceso de lenición que afectaba a las obstruentes. Las oclusivas cortas se volvían fricativas sonoras, mientras que las oclusivas largas se volvían semilargas:
| Grado fuerte | Grado débil  |
| ------------ | ------------ |
| p            | b ([β], [b]) |
| t            | d ([ð], [d]) |
| k            | g ([ɣ], [ɡ]) |
| s            | h [x]        |
| pp           | p' [pˑ]      |
| tt           | t' [tˑ]      |
| kk           | k' [kˑ]      |
| cc [tt͡s]     | c' [t͡sˑ]     |

Las oclusivas sonoras ocurrían después de nasales (mb nd ŋg), las fricativas sonoras en todos los demás entornos de grado débil.
No está claro si la c simple se graduaba, y de ser así, en qué. Ninguna lengua fínica tiene gradación consonántica para la antigua c, ambos grados dan el mismo resultado (mayormente s).
La gradación ocurría en dos entornos diferentes, y por lo tanto puede dividirse en dos tipos:
- Gradación radical afectaba a las consonantes que aparecían al principio de una sílaba cerrada (que terminaba en consonante). Afectaba a consonantes precedidas por una vocal o sonante, pero no a las precedidas por otra obstruyente.
- Gradación sufijal afectaba a las consonantes que aparecían al principio de una sílaba impar no inicial. Solo afectaba a consonantes precedidas por una vocal y no afectaba a las geminadas[aclaración requerida].

No está claro si la gradación consonántica era una innovación fínica o una retención de una característica urálica antigua que se perdió en la mayoría de las demás ramas urálicas. Es probable que fuera heredada de una etapa anterior que también era el ancestro de las lenguas saami, que tienen una gradación muy similar a la que se encuentra en las lenguas fínicas. Sin embargo, todavía era productiva después de ciertos cambios de sonido específicos del fínico, como el apócope de la *-i final, por lo que probablemente estuvo presente como una regla fonética de "post-procesamiento" (un filtro superficial) durante un largo período de tiempo. Ya no es completamente productiva en ninguna lengua baltofínica, pero la mayoría de las lenguas aún conservan una gran cantidad de palabras que preservan las alternancias anteriores.

### Vocales
El inventario vocálico del proto-fínico se reconstruye con gran similitud al del finés moderno, aunque la distribución de los sonidos era diferente. La siguiente tabla enumera las monoptongo vocales reconstruibles para el proto-fínico.
|         | Anterior neutra | Anterior            | Posterior                   |
| ------- | --------------- | ------------------- | --------------------------- |
| Cerrada | i, ii /i/, /iː/ | ü, üü /y/, /yː/     | u, uu /u/, /uː/             |
| Media   | e, ee /e/, /eː/ | (ö), öö (/ø/), /øː/ | o, oo, (ë) /o/, /oː/, ([ɤ]) |
| Abierta | ä, ää /æ/, /æː/ | a, aa /ɑ/, /ɑː/     |                             |

Todas las vocales podían aparecer tanto cortas como largas. En el proto-urálico, las vocales redondeadas /u y o/ (u, ü, *o) no ocurrían en sílabas no iniciales, pero debido a cambios de sonido, surgieron en el proto-fínico.
La vocal media posterior no redondeada corta ë no era una vocal independiente, sino que aparecía como la contraparte de la vocal anterior e en el sistema de armonía. Se fusionó con *e en el fínico septentrional. Ver más abajo bajo armonía vocálica para más detalles.
El estatus de la ö corta no está claro. No estaba presente en el proto-urálico ancestral, y muchas instancias de ö que se encuentran en las lenguas fínicas modernas solo se han desarrollado después del proto-fínico, debido a varios cambios de sonido. Por ejemplo, el finés tiene öy de eü: löytä- 'encontrar', köysi 'cuerda' < proto-fínico leütä-, keüci, mientras que el estonio ha desredondeado el diptongo en su lugar, dando leida- y köis. La ö corta también se añadió generalmente al sistema por razones de simetría, para completar el sistema de armonía vocálica (ver más abajo). Esto ocurrió en el finés näkö 'vista' < proto-fínico *näko, pero no en el vótico näko.
La existencia de öö es clara, ya que este sonido había evolucionado regularmente a partir de otras combinaciones de sonidos, en palabras de origen urálico (por ejemplo, söö- 'comer' ← proto-urálico sewi-).

#### Diptongos
El proto-fínico también poseía diptongos, que se formaban por combinaciones de una vocal corta con las vocales /i/, /y/ y /u/, o equivalentemente con las semivocales /j/ y /w/.
|                   | Anterior + *i | Anterior + *ü | Anterior + *u     | Posterior + *i | Posterior + *u |
| ----------------- | ------------- | ------------- | ----------------- | -------------- | -------------- |
| Cerrada           | *üi /yi/      | *iü /iy/      | *iu /iu/          | *ui /ui/       |                |
| Media o cerrada   | /ei/, /øi/    | *eü /ey/      | eu (ëu) /eu ~ ɤu/ | *oi /oi/       | *ou /ou/       |
| Abierta a cerrada | *äi /æi/      | *äü /æy/      | *ai /ɑi/          | *au /ɑu/       |                |

No había contraste de cantidad en los diptongos. Una vocal larga seguida de una vocal cerrada como sufijo se acortaba: por ejemplo, las formas imperfectas de saa- "recibir", söö- "comer" eran sai, söi. Este proceso es la única fuente reconstruible de öi, üi.

#### Armonía vocálica
El proto-fínico se reconstruye con un sistema de armonía vocálica muy similar al que se encuentra en el finés moderno. Las vocales en sílabas no iniciales tenían una vocal anterior o posterior, dependiendo de la calidad de la vocal de la primera sílaba. Si la primera sílaba contenía una vocal anterior, las sílabas no iniciales también contendrían vocales anteriores, mientras que las vocales posteriores en la primera sílaba se emparejarían con vocales posteriores en las otras sílabas. Así, todos los sufijos flexivos y derivativos venían en dos formas, una forma armónica anterior y una forma armónica posterior.
En sílabas no iniciales, las vocales e e i eran originalmente una sola vocal reducida similar a una schwa en el proto-urálico, pero se habían diferenciado en altura con el tiempo. i surgía al final de palabra, mientras que e aparecía medialmente. Estas vocales eran vocales anteriores en ese momento, y tenían contrapartes posteriores ë /ɤ/ y ï /ɯ/. En el proto-fínico, ï se fusionó con i (/ɯ/ > /i/), por lo que i se volvió neutral para la armonía vocálica, y ahora ocurría tanto en palabras con vocales anteriores como posteriores, incluso si /i/ es una vocal anterior. Las vocales e /e/ y ë /ɤ/ parecen haber permanecido distintas en el proto-fínico, y permanecen así en el estonio meridional y el vótico. En las otras lenguas fínicas, /ɤ/ y /e/ se fusionaron en e /e/.

### Fonotáctica
El acento no era fonológicamente contrastnte. Las palabras se acentuaban en un patrón trocaico, con acento primario en la primera sílaba de una palabra, y acento secundario en cada sílaba impar siguiente.
La ocurrencia de secuencias de dos vocales estaba mucho más restringida en sílabas no iniciales que en sílabas iniciales. Las vocales largas estaban ausentes, y algunos diptongos solo ocurrían como resultado de la contracción tardía de Vji disilábico a Vi diptongal, pero por lo demás estaban ausentes. Algunas lenguas fínicas modernas han redesarollado vocales largas y diptongos adicionales en sílabas no iniciales como resultado de la pérdida de ciertas consonantes (generalmente d, g y h).
Las palabras raíz incluían al menos dos moras, y generalmente seguían la estructura CVCV, CVCCV, CVVCV. Tipos de raíz más raros incluían raíces monosilábicas, CVV, con una vocal larga (por ejemplo, maa "tierra"; puu "árbol, madera") o un diptongo (por ejemplo, täi "piojo", käü-däk "caminar"); raíces con tres sílabas: CVCVCV (por ejemplo, petägä "pino"; vasara "martillo") o CVCCVCV (por ejemplo, kattila "tetera"); y raíces con vocal larga en sílaba cerrada: CVVCCV (por ejemplo, mëëkka "espada"). Una sílaba podía comenzar y terminar con una consonante como máximo. Cualquier fonema consonántico podía comenzar o terminar una sílaba, pero al final de palabra solo ocurrían las consonantes alveolares (l, n, t, r, s y quizás c) y las velares k y h. Las finales -k y -h a menudo se perdían en las lenguas fínicas posteriores, pero ocasionalmente dejaban rastros de su presencia anterior.
Los grupos consonánticos internos de palabra estaban limitados originalmente a dos elementos. Sin embargo, la síncope generalizada de -e- (detallada anteriormente) podía hacer que un grupo entrara en contacto con una tercera consonante. Cuando aparecían estos grupos innovadores grandes, el resultado era la eliminación de uno o más elementos del grupo, generalmente el primero. Asimismo, el apócope de -i después de dos o más sílabas podía crear grupos finales de palabra, que también se simplificaban. Esto llevó a alternancias que todavía se ven, aunque no productivas, en, por ejemplo, el finés:
- *laps-i ("niño", nominativo) + *-ta > las-ta (partitivo), con simplificación medial -pst- > *-st-
- raíz *tuhant- ("mil"):
  - > tuhat (nominativo), con simplificación final -nt > *-t
  - > tuhatta (partitivo), con simplificación medial -ntt- > *-tt-
- raíz *kolmant- ("tercero")
  - > *kolmas (nominativo), con simplificación final (pero note la asibilación *t > s, por lo que esto refleja un anterior -nci antes del apócope)
  - > kolmatta (partitivo), con simplificación medial -ntt- > -tt- (como la asibilación muestra que esto originalmente tenía una vocal final de raíz, esto refleja un anterior -ntet- antes de la síncope)
- raíz kansi: *kante- ("tapa") + causativo *-(t)ta- > kattaa "cubrir", con simplificación medial -ntt- > *-tt-

Note en los ejemplos de *tuhatta y *kolmatta que el protofinés inicialmente no toleraba grupos de una sonorante más una consonante geminada (es decir, grupos como *-ntt-). A través de préstamos, analogía y más síncope, estos solo se han vuelto permisibles más tarde en las lenguas fínicas.
Tradicionalmente se ha reconstruido un solo grupo de tres consonantes -str- para un pequeño grupo de palabras que muestran -tr- en el fínico meridional y en el finés oriental, -sr- en el carelio y el veps, y /-hr-/ en el finés occidental. Recientemente se ha sugerido reinterpretar esto como un grupo de dos consonantes -cr- con una africada como miembro inicial.

## Gramática
Todos los sufijos flexivos y derivativos que contenían *a o *u también tenían variantes con vocales anteriores ä y ü, que coincidían con las vocales en la raíz de la palabra siguiendo las reglas de la armonía vocálica. *o no seguía esta regla, como se señaló anteriormente.
Los sufijos que cerraban la sílaba final de una palabra desencadenaban gradación radical en esa sílaba. Un sufijo también podía abrir una sílaba previamente cerrada, lo que desharía la gradación. La gradación sufijal afectaba a los sufijos mismos. Por ejemplo, el partitivo *-ta aparecería como *-da cuando se añadía a una palabra de dos sílabas que terminaba en vocal (por ejemplo, *kala, *kalada "pez"), pero como -ta después de una tercera sílaba o una consonante (veci, *vettä "agua").

### Sustantivos y adjetivos

#### Casos
Los sustantivos protofineses declinaban en al menos 13 casos. Los adjetivos originalmente no declinaban, pero la concordancia adjetivo-sustantivo se innovó en el protofinés. El plural del nominativo y acusativo se marcaba con el sufijo -t, mientras que el plural de los otros casos usaba -i-. El genitivo y acusativo singular eran originalmente distintos (genitivo -n, acusativo -m), pero habían coincidido cuando la -m final se convirtió en -n mediante cambio de sonido regular. Algunos pronombres tenían un sufijo acusativo diferente, lo que los distinguía.
Los siguientes casos estaban presentes:
| Caso            | Sufijo en singular | Sufijo en plural  | Significado/uso                     |
| --------------- | ------------------ | ----------------- | ----------------------------------- |
| Nominativo      | ∅                  | *-t               | Sujeto, objeto de imperativo        |
| Acusativo       | *-n (también -t)   | *-t               | Objeto completo (télico)            |
| Genitivo        | *-n                | -ten (-den) -iden | Posesión, relación                  |
| Partitivo       | *-ta (-da)         | *-ita (-ida)      | Objeto parcial, cantidad indefinida |
| Casos locativos |                    |                   |                                     |
| Inesivo         | *-ssa              | *-issa            | Estar dentro                        |
| Elativo         | *-sta              | *-ista            | Movimiento desde                    |
| Ilativo         | *-sen (-hen)       | *-ihen            | Movimiento hacia                    |
| Adesivo         | *-lla              | *-illa            | Estar sobre/en                      |
| Ablativo        | *-lta              | *-ilta            | Movimiento desde                    |
| Alativo         | *-len / *-lek      | *-ilen / *-ilek   | Movimiento hacia                    |
| Otros casos     |                    |                   |                                     |
| Esivo           | *-na               | *-ina             | Ser, actuar como                    |
| Translativo     | *-ksi              | *-iksi            | Convertirse en                      |
| Abesivo         | *-tta(k)           | *-itta(k)         | Sin, carente de                     |
| Comitativo      | *-nek              | *-inek            | Con, en compañía de                 |
| Instrumental    | *-n                | *-in              | Con, por medio de                   |

El genitivo plural se formaba de dos maneras diferentes:
El tipo "occidental" se formaba añadiendo el sufijo singular -n al plural nominativo -t, con una vocal de relleno adicional: -t-en. Esto luego se convertía en -den en la mayoría de los casos mediante gradación consonántica.
El tipo "oriental" se formaba añadiendo el sufijo anterior a la raíz plural: -i-den.
Ambos tipos todavía se encuentran en finés, aunque distribuidos de manera desigual. En el tipo occidental, la pérdida regular de -d- después de una sílaba átona (con número par) ha creado formas como -ain (< -a-den), que ahora son arcaicas o dialectales.

#### Casos locativos
Los casos locativos reconstruidos del protofínico pueden clasificarse según un contraste triple (a, en y desde un estado) en cada una de las dos series de casos locativos: interno –s- ("dentro") y externo –l- ("sobre", "encima", y otras funciones gramaticalizadas para denotar "poseedor", "instrumento", etc.), dando el siguiente sistema de seis casos locativos.
| Sistema | Entrando                      | Residiendo                     | Saliendo                     |
| ------- | ----------------------------- | ------------------------------ | ---------------------------- |
| Interno | sVn "hacia" (ilativo)         | ssA (<*s+nA) "en" (inesivo)    | stA "desde (en)" (elativo)   |
| Externo | *len, *lek? "sobre" (alativo) | llA (<*l+nA) "sobre" (adesivo) | ltA "desde sobre" (ablativo) |

En lo anterior, A representa a o ä dependiendo de la armonía vocálica, y V una vocal epentética. Note que -nA es reconstruible como el marcador locativo proto-finoúgrio (el ancestro del caso esivo fínico), -tA el separativo ("desde") (ancestro del caso partitivo), y –n, –s o –k el lativo ("a").
Este sistema es probablemente una innovación fínica, aunque los casos –s y –l tienen formas correspondientes en algunas otras lenguas urálicas (sami y volgaico; y permiano, respectivamente).

#### Comparación de adjetivos
Los adjetivos formaban comparativos usando el sufijo *-mpa. Este sufijo sobrevive en todas las lenguas baltofínicas, aunque en varias el nominativo ha sido reemplazado por -mpi por razones poco claras.
Solo las lenguas baltofínicas más septentrionales tienen un sufijo superlativo distinto, como el finés -in ~ -impa-. El sufijo posiblemente era originalmente una raíz consonántica -im(e)-, que se modificó para parecerse más al comparativo en finés. Su naturaleza consonántica es aparente en una forma esiva más antigua y ahora obsoleta del superlativo en finés, que terminaba en -inna (< -im-na < *-ime-na con síncope).

#### Sufijos posesivos
El protofínico tenía una serie de sufijos posesivos para los nominales, que actuaban en parte como genitivos. Estos se han perdido del uso productivo en todas las lenguas meridionales (quedan rastros en, por ejemplo, la poesía popular). El sistema que se presenta a continuación puede representar, por lo tanto, el proto-fínico septentrional en lugar del protofinés propiamente dicho.
| Poseedor    | Singular poseído         | Plural poseído          |
| ----------- | ------------------------ | ----------------------- |
| 1ª singular | *-mi                     | *-nni                   |
| 2ª singular | *-ci ~ *-ti              | *-nci                   |
| 3ª singular | *-hA ~ *-sA *-hVn, *-sVn | -nsA -nsVn              |
| 1ª plural   | *-mVn *-mVk              | *-nnVn (*-mmVn?) *-nnVk |
| 2ª plural   | *-tVn *-tVk              | *-ndVn *-ndVk           |
| 3ª plural   | *-hVk ~ *-sVk            | *-nsVk                  |

Las vocales originales en los sufijos de poseedor plural no están establecidas: hay evidencia tanto para A (es decir, a ~ ä) como para e.
Los sufijos posesivos se ordenaban después de los sufijos de caso, y generalmente se adjuntaban a la raíz vocálica oblicua: por ejemplo, sormi : sorme-mi 'mi dedo'.
El contraste de número de poseído se perdió en todas partes en el siglo XX excepto en el dialecto tavastiano sudoriental del finés, alrededor de los municipios de Iitti y Orimattila, e incluso allí solo en el nominativo en la primera y segunda persona singular. El contraste original 3PS / 3PP se perdió en todas partes excepto en el ingrio. En la mayoría de los casos, sin embargo, ambas variantes de sufijos permanecen en uso, con diferentes sufijos generalizados en diferentes variedades. El finés estándar adopta 1PP -mme (derivado de la serie de singular poseído, con mm analógico basado en la flexión verbal), pero 1PS -ni, 2PP -nne (derivado de la serie de plural poseído, con *nd regular > nn); y adopta 3PS -nsA en el nominativo, ilativo e instructivo (nominativo käte-nsä 'su mano'), pero -Vn (< *-hen) en todos los demás casos (por ejemplo, inesivo kädessä-än 'en su mano'). Ha surgido un nuevo marcado de pluralidad de poseído en el dialecto Soikkola del ingrio, sufijando el marcador plural nominativo usual -t, por ejemplo, venehe-mme-t 'nuestros botes'.
El finés antiguo muestra dos características arcaicas en el paradigma posesivo: el contraste de número de poseído (singular poikaise-mi 'mi hijo', versus plural luu-ni 'mis huesos'), y el sufijo de segunda persona singular también puede adjuntarse a la raíz consonántica de un nominal, con un sufijo no asibilado -ti (el desarrollo regular esperado antes de antiguos s, t y h < š): por ejemplo, rakkaus : rakkaut-ti 'tu amor', tutkain : tutkain-ti 'tu prueba' (finés moderno rakkaute-si, tutkaime-si).
Se ha propuesto una serie de poseedores duales para dar cuenta de las dos variantes diferentes de los sufijos 3PS, 1PP y 2PP; las variantes que terminan en *-n coincidirían con los sufijos de poseedor dual en proto-sami. Esta hipótesis no ha sido generalmente aceptada.

### Verbos

#### Formas finitas
El protofínico heredó al menos los siguientes modos gramaticales:
- Modo indicativo – sufijo: presente ninguno (pero -k- en la pasiva), pasado -i-
- Modo imperativo – sufijo: -k(a)-
- Modo optativo (posiblemente) – sufijo: -ko-
- Modo condicional – sufijo: -ksi- o -isi-
- Modo potencial – sufijo: -ne-

El modo indicativo distinguía entre tiempo presente (que también funcionaba como futuro) y pasado, mientras que los otros modos no tenían distinciones de tiempo. También se habían formado nuevos tiempos "perfecto" y "pluscuamperfecto". Estos se crearon usando una forma de la cópula *oldak "ser" y un participio.
Había seis formas para cada modo, para tres personas y dos números. Además, había dos formas más. Una era una forma que a menudo se llama "pasiva" o "cuarta persona", e indicaba una persona no especificada. La segunda era la forma "connegativa", que se usaba junto con el verbo negativo para formar oraciones negadas.
Todos los modos excepto el imperativo compartían más o menos los mismos sufijos:
|             | Singular                                        | Plural                                          | Plural                                          |
| Presente    | Singular                                        | Imperfecto                                      |                                                 |
| ----------- | ----------------------------------------------- | ----------------------------------------------- | ----------------------------------------------- |
| 1ª persona  | *-n                                             | *-mmek / *-mmak                                 | *-j-mek / *-j-mak                               |
| 2ª persona  | *-t                                             | *-ttek / *-ttak                                 | *-j-dek / *-j-dak                               |
| 3ª persona  | *-pi (-βi), ∅                                   | *-βat                                           | *-j-∅                                           |
| Pasiva      | *-tta- + (sufijo de tiempo/modo) + *-sen (-hen) | *-tta- + (sufijo de tiempo/modo) + *-sen (-hen) | *-tta- + (sufijo de tiempo/modo) + *-sen (-hen) |
| Connegativa | *-k                                             | *-k                                             | *-k                                             |

Los sufijos de primera y segunda persona plural muestran evidencia (reflejada en el finés de Savo y Ostrobotnia meridional y en el carelio) de un marcador de tiempo presente anterior, asimilado con la consonante siguiente. Esto normalmente se reconstruye como *-k- (*-km- > *-mm-, *-kt- > *-tt-), asumiendo que este sufijo era originalmente idéntico a *-k encontrado en la connegativa y en el modo imperativo.
La variación entre formas con *-ek y formas con *-a en la primera y segunda persona plural refleja una distinción anterior entre el dual y el plural (respectivamente), aunque esto no ha sido atestiguado en ninguna variedad fínica. El estonio y el finés occidental continúan *-ek, el vótico y el fínico oriental *-a(k).
Las formas de tercera persona solo tenían un sufijo en el presente indicativo. En todos los demás tiempos y modos, no había sufijo y el singular y el plural eran idénticos. La tercera persona singular no estaba marcada en absoluto en el estonio meridional: el sufijo del protofinés tardío había evolucionado del participio *-pa durante la etapa del protofinés medio, y esta innovación no había llegado al estonio meridional, que ya se había separado.
El imperativo tenía sus propios sufijos:
|             | Singular    | Plural          |
| ----------- | ----------- | --------------- |
| 1ª persona  |             | *-ka-da/e-mme/a |
| 2ª persona  | *-k         | *-ka-da/e       |
| 3ª persona  | *-ka-hen    | *-ka-hen        |
| Pasiva      | -tta-ka-hen | -tta-ka-hen     |
| Connegativa | -ga-k       | -ga-k           |

También hay alguna evidencia de un modo optativo distinto, que se conserva en finés como -os (segunda persona singular). Se reconstruye como -go-s, que consiste en el sufijo de modo -ko- y el sufijo de segunda persona singular -s. Este sufijo de modo dio lugar a formas imperativas alternativas en algunas lenguas, como la tercera persona singular finés -koon < -ko-hen (el plural -koot tiene -t por analogía) y la pasiva -ttakoon < *-tta-ko-hen.

#### Formas no-finitas
Además, también había varias formas no finitas.
| Infinitivo I                       | *-tak (-dak) : *-ta- (-da-) |
| Infinitivo II                      | *-te- (-de-)                |
| Gerundio ("Infinitivo III")        | *-ma                        |
| Nombre de acción ("Infinitivo IV") | *-minen : *-mice-           |
| Participio activo presente         | *-pa (-ba)                  |
| Participio pasivo presente         | *-ttapa (-ttaba)            |
| Participio activo pasado           | *-nut                       |
| Participio pasivo pasado           | *-ttu                       |

#### Verbo negativo
El proto-fínico, como sus descendientes, expresaba negación usando un verbo negativo especial, funcionalmente muy reminiscente de los auxiliares modales indoeuropeos. Este verbo era defectivo y solo se flexionaba en los modos indicativo ("no hace", "no hizo") e imperativo ("no hagas"). El verbo principal se colocaba en su forma connegativa especial, y expresaba el modo principal. El verbo negativo también era supletivo, teniendo la raíz e- en el indicativo y variadamente äl-, al-, är- en el imperativo. Esto se ha nivelado parcialmente en el vótico y la mayoría del fínico oriental, que muestran una raíz imperativa *el-.
|                         |                         | 2ª singular | 3ª singular            |
| ----------------------- | ----------------------- | ----------- | ---------------------- |
| Estonio (septentrional) | Estonio (septentrional) | ära         | ärgu                   |
| Finés                   | Occidental              | älä, äläˣ   | älköön, älköhön        |
| Finés                   | Oriental                | elä         | elköön                 |
| Carelio                 | Septentrional           | elä         | elkäh                  |
| Carelio                 | Tver                    | elä         | elgäh                  |
| Carelio                 | Livvi                   | älä         | älgäh                  |
| Ingrio                  | Hevaha                  | eläɢ        | elkkään                |
| Ingrio                  | de Soikkola             | elä         | (elkää)                |
| Ingrio                  | del bajo Luga           | elä         | (elkö)                 |
| Vótico                  | del bajo Luga           | elä         | (elko)                 |
| Vótico                  | Central                 | elä, älä    | elkoo, älkoo           |
| Vótico                  | Oriental                | eläɢ        | elkoon                 |
| Veps                    | Veps                    | ala         | algaha, augaha, ougaha |
| Livonio                 | Livonio                 | alā         | algõ                   |

La flexión de tiempo pasado se basaba en la raíz *es-. Esto se conserva como una categoría separada solo en el estonio meridional y el livonio, pero se perdió en todas las demás lenguas baltofínicas, reemplazado por una construcción de presente del verbo negativo más participio pasado. El distintivo dialecto Kodavere del estonio, sin embargo, adopta esto y no la raíz presente como raíz básica del verbo negativo: esin "yo no hice", esid "tú no hiciste", es "él/ella no hizo" etc.
Originalmente, el verbo negativo puede haber tenido participios y otros modos también. Sin embargo, no se encuentran rastros claros de modos distintos del indicativo en ninguna lengua fínica. Un remanente de lo que puede ser un participio activo presente o una forma arcaica de tercera persona singular presente sobrevive en el prefijo *epä- "no-, no" (finés epä-, estonio eba-), mientras que un remanente de un segundo infinitivo instructivo puede sobrevivir en el dialecto finés eten- "sin hacer".
La negación de construcciones no finitas se expresaba usando el caso abesivo de los infinitivos o participios.

## Desarrollos posteriores
Lo siguiente es un resumen de los cambios más importantes que ocurrieron después del período proto-fínico.

### Desarrollo de grupos consonánticos
Estos cambios ocurrieron muy tarde en el período proto-fínico, pero como el estonio meridional se desarrolló de manera algo diferente, muestra que la diversificación dialectal estaba comenzando a ocurrir alrededor de este tiempo.
En el estonio meridional, p y k se asimilan a una obstruyente dental siguiente, mientras que t se asimila a k, y čk permanece distinto de tk.
| (Pre)-Finés          | Estonio meridional (Võro) | Otros fínicos (estonio norte, finés) |
| -------------------- | ------------------------- | ------------------------------------ |
| čk (kačku "plaga")   | *tsk (katsk)              | *tk (katk, katku)                    |
| tk (itku "llanto")   | *kk (ikk)                 | *tk (itk, itku)                      |
| kt (koktu "vientre") | *tt (kõtt)                | tónico ht (kõht, kohtu) átono tt     |
| *pt                  | *tt                       | tónico ht átono tt                   |
| kc (ükci "uno")      | *ts (üts)                 | *ks (üks, yksi)                      |
| pc (lapci "niño")    | *ts (lats)                | *ps (laps, lapsi)                    |
| *ks (maksa "hígado") | *ss (mass)                | *ks (maks, maksa)                    |
| *ps                  | *ss                       | *ps                                  |

En todos los dialectos fínicos, los originales pt y kt tienen el mismo reflejo. Por lo tanto, es imposible distinguirlos en la reconstrucción, a menos que haya evidencia interna adicional (en forma de alternancias gramaticales) o evidencia externa (de lenguas no fínicas).

### Desarrollos de las africadascycc
La c no geminada se convierte en s generalmente: proto-fínico veci "agua", cika "cerdo", -inen : -ice- (sufijo adjetival) > finés vesi, sika, -(i)nen : -(i)se-. Sin embargo, ocasionalmente ts o ds permanece en el estonio meridional: võro tsiga, -ne : -dse- o -se- (pero vesi). La fusión de c y s a menudo hace imposible distinguir los dos sonidos solo con evidencia fínica, si la reconstrucción interna no es viable (por ejemplo, de alternancias t ~ s de asibilación).
La africada geminada *cc generalmente permanece, a menudo escrita ⟨ts⟩. En el carelio, el vótico y algunos dialectos fineses, los dos grados permanecen distinguidos (en carelio como ⟨čč⟩ : ⟨č⟩, en vótico como ⟨tts⟩ ~ ⟨ts⟩). En todas las demás lenguas baltofínicas los dos grados coinciden (escrito en veps como ⟨c⟩, como ⟨ts⟩ en las demás).
En el finés temprano, ambos grados se adelantaron a interdental θθ : θ, que en la mayoría de los dialectos luego cambió a una variedad de otros sonidos específicos del dialecto. Los ejemplos encontrados son patrones de gradación tt : t, ht : h, ht : t, ss : s o no graduantes tt o ht. En el finés escrito temprano, las fricativas interdentales se escriben como ⟨tz⟩ (para ambos grados) en los registros más antiguos, lo que en el finés estándar ha llevado a la pronunciación ortográfica /ts/ (tratada como un grupo consonántico y por lo tanto ya no sujeta a gradación consonántica).

### La vocalõ
En las lenguas baltofínicas meridionales, una nueva vocal media posterior no redondeada [ɤ] se desarrolla a partir de e en palabras con armonía vocálica posterior. Por ejemplo, proto-fínico velka "deuda" > estonio võlg, võro võlg, pero > finés velka. El estonio meridional y el vótico muestran este desarrollo en todas las sílabas, de modo que e y õ se convierten en un par de armonía vocálica anterior y posterior. Esto también puede haber ocurrido en la historia temprana del estonio (estándar) norte, pero la armonía vocálica se abandonó más tarde, deshaciendo el cambio si ocurrió.
En el estonio meridional, õ delante de una nasal se eleva a una vocal central no redondeada [ɨ] (representada ortográficamente como ⟨y⟩), paralela al desarrollo de las otras vocales medias. Por ejemplo, võro ynn', estonio õnn "suerte"; võro ryngas, estonio rõngas "anillo".
En el estonio y el vótico, más raramente en el livonio, las instancias de õ también se desarrollan por desredondeo de la antigua o corta. La historia detallada de este cambio no está clara y muestra mucha variación incluso entre dialectos individuales del estonio (norte). El desarrollo de o a õ es más general en el vótico (si se descuentan los préstamos recientes del ingrio, el finés y el ruso) y en el dialecto Kodavere del estonio. Se pueden distinguir tres grupos principales:
| Proto-fínico | Vótico | Estonio | Võro       | Livonio | Finés  | Significado | Desredondeo en                             |
| ------------ | ------ | ------- | ---------- | ------- | ------ | ----------- | ------------------------------------------ |
| *hopëda      | õpõa   | hõbe    | hõpõ       | õ'bdõ   | hopea  | "plata"     | Todas las variedades fínicas meridionales  |
| *kova        | kõva   | kõva    | kõva       | kõvā    | kova   | "duro"      | Todas las variedades fínicas meridionales  |
| *souta-      | sõutaa | sõudma  | sõudma     | sõidõ   | soutaa | "remar"     | Todas las variedades fínicas meridionales  |
| *votta-      | võttaa | võtma   | võtma      | võttõ   | ottaa  | "tomar"     | Todas las variedades fínicas meridionales  |
| *korva       | kõrva  | kõrv    | kõrv       | kūora   | korva  | "oreja"     | Estonio meridional, estonio norte y vótico |
| *olki        | õltši  | õlg     | olg        | vȯļg    | olki   | "heno"      | Estonio meridional, estonio norte y vótico |
| *pohja       | põhja  | põhi    | põhi, põha | pū'oj   | pohja  | "fondo"     | Estonio meridional, estonio norte y vótico |
| *sormi       | sõrmi  | sõrm    | sõrm'      | suoŗm   | sormi  | "dedo"      | Estonio meridional, estonio norte y vótico |
| *kota        | kõta   | koda    | koda       | kuodā   | kota   | "casa"      | Solo en vótico y estonio Kodavere          |
| *oja         | õja    | oja     | oja, uja   | vȯja    | oja    | "zanja"     | Solo en vótico y estonio Kodavere          |
| *oksa        | õhsa   | oks     | oss        | oksā    | oksa   | "rama"      | Solo en vótico y estonio Kodavere          |
| *tohti-      | tõhtia | tohtima | toht'ma    | tū'odõ  | tohtia | "atreverse" | Solo en vótico y estonio Kodavere          |

Un ejemplo particularmente interesante es "tomar", que sugiere que al menos algunas instancias de este cambio precedieron a la pérdida general fínica de la *v- inicial antes de vocales redondeadas, que afectó al finés y al resto del fínico septentrional (que mantuvo una vocal redondeada) pero no al estonio y al resto del fínico meridional (que desredondeó la vocal). Por lo tanto, debe haber ocurrido muy temprano, en tiempos del protofinés dialectal.
En un pequeño número de palabras, el estonio y el vótico õ también pueden encontrarse en correspondencia con el fínico norte a o u. El livonio y el estonio meridional podrían alinearse con cualquiera de los dos lados, dependiendo de la palabra. Por ejemplo:
"todo": estonio kõik, vótico kõittši, võro kyik — finés y carelio kaikki, veps kaik
"hilo": estonio lõng, vótico lõnka — finés y carelio lanka, veps y estonio meridional lang, livonio lānga
"o": estonio y livonio või — finés, carelio, veps y võro vai (vótico vai, posiblemente del ingrio)
"palabra": estonio y vótico sõna, livonio sõnā, võro syna — finés, carelio y veps sana
estonio y võro mõistma, vótico mõissaa "entender" — finés y carelio muistaa, veps muštta "recordar"
"brezal": estonio nõmm, vótico nõmmi — finés nummi

### Reducción y pérdida vocálica
Las vocales cortas finales se pierden después de sílabas largas (dos consonantes o una sílaba con vocal larga o diptongo) en veps, parcialmente en ludiano, tanto en el estonio norte como sur, y la mayoría de los dialectos suroccidentales del finés. Por ejemplo, protofinés kakci "dos", neljä "cuatro", viici "cinco" > estonio kaks, neli, viis, veps kaks, nel' , viž, võro katś, nelli, viiś, pero > finés estándar kaksi, neljä, viisi. Este cambio ocurrió antes de la pérdida de consonantes finales (si las hubiera), ya que las vocales que originalmente iban seguidas de una consonante no se perdieron. La pérdida de la -i final deja palatalización fonémica de la consonante precedente en muchas lenguas, sobre lo cual ver más abajo.
El finés coloquial pierde la i final de palabra bajo condiciones más limitadas, en particular después de s (por ejemplo, kaks "dos", viis "5"; terminaciones flexivas como aamuks "por/para la mañana" (translativo), talos "tu casa" (segunda persona singular posesiva), tulis "vendría" (tercera persona singular condicional)) así como la a/ä final de palabra de varias terminaciones flexivas (por ejemplo, inesivo -s(s), elativo -st, adesivo -l(l), ablativo -lt).
El ingrio también tiene reducción de i final de palabra, a veces obligatoria, pero más a menudo opcional. Así, kakci > kaks, viici > viis, pero suuri > suur, suuri, peeni > peeni, peen, *keeli > keeli, keel. En los dialectos Soikkola, Hevaha y Ylä-Laukaa del ingrio, la a/ä final de palabra en terminaciones flexivas a menudo también se reduce (por ejemplo, inesivo -s, elativo -st, adesivo -l, ablativo -lt), y una vocal corta que precede a estas terminaciones, a menos que siga directamente a una sílaba tónica corta, se alarga. Además, el dialecto Ala-Laukaa del ingrio desarrolló un sistema más complejo de reducción vocálica en cualquier sílaba átona a menos que siga inmediatamente a una sílaba tónica corta.
En livonio, se pierden todas las vocales cortas finales excepto a y ä, dando así kakci > kakš como en estonio, pero también veci "agua" > ve'ž, mientras que no se perdió vocal en neljä > nēļa, kala "pez" > kalā.
La o átona se fusiona con u en el estonio norte.
La armonía vocálica se pierde en el estonio, el livonio y parcialmente en el veps, pero no en el estonio meridional o el vótico. Por ejemplo, protofinés külä "pueblo" > estonio küla y livonio kilā, pero > finés kylä, veps külä, vótico tšülä, võro külä. En el finés y el carelio, se conservó la armonía vocálica y se extendió a o también, creando una nueva vocal *ö en palabras con armonía vocálica anterior.
Muchas lenguas del grupo fínico meridional, así como nuevamente el veps y el finés suroccidental, muestran pérdida de vocales átonas en sílabas mediales. En estas lenguas, la cantidad vocálica se pierde ante h temprano, mientras que los diptongos se simplifican en vocales cortas.

### Palatalización
Las consonantes palatalizadas se reintroducen en la mayoría de las variedades excepto en el finés occidental. La fuente más extendida es la palatalización regresiva debido a una -i final o medial de palabra perdida (una forma de cheshirización), y grupos consonánticos con j como segundo miembro. En varias variedades, también hay palatalización progresiva, donde un diptongo que termina en -i y la vocal larga ii causa palatalización de una consonante siguiente.
En livonio, las ś y ź palatalizadas que surgieron de la pérdida de *-i generalmente cambian a postalveolar š y ž.
En vótico, k y g se palatalizan a tš y j antes de todas las vocales anteriores.
El veps sufre tanto palatalización regresiva como progresiva, pero con diferentes resultados:
La palatalización progresiva de la s post-protofínica produce postalveolar š o ž. Por ejemplo, protofinés viici "cinco" > viisi > veps viž.
La palatalización regresiva de la s post-protofínica produce alveolo-palatal ś o ź. Por ejemplo, protofinés kuuci "seis" > kuusi > veps kuź.
En el carelio norte, ocurre un cambio general *s > š, excepto bloqueado en contextos de palatalización progresiva.
El estonio, el vótico y el finés no tienen palatalización general, y š ocurre casi únicamente en préstamos, más comúnmente de origen ruso o alemán. El estonio tiene palatalización posicional y fonémica de alveolares mediales y finales (excepto /r/), realizada usualmente como prepalatalizada.

### Pérdida de consonantes finales
La *-k final generalmente se perdió. Se conserva en algunos dialectos:
En el vótico oriental como -g
En el võro como -q (una oclusiva glotal /ʔ/)
En el ahora extinto dialecto Hevaha del ingrio como -k cuando sigue a -tV- o -tsV-.
La *-h final también se pierde ampliamente. Se conserva:
En el carelio y el veps como -h.
En el estonio meridional como -h o como una oclusiva glotal -q.
En los ahora extintos dialectos Hevaha y Ylä-Laukaa del ingrio como -h
Quedan rastros tanto de -k como de -h en el finés, donde las consonantes se convirtieron en un efecto sandhi, asimilándose a la consonante inicial de la siguiente palabra y alargándola. Este efecto no ocurre en todos los dialectos y no está representado ortográficamente, pero a menudo se nota con un superíndice "ˣ" en obras de referencia. En los dialectos occidentales también hubo metátesis de h, que preservó la h original junto con alargamiento sandhi, por ejemplo, protofinés mureh "pena" > finés occidental murheˣ (carelio mureh, võro murõh/murõq) y protofinés veneh "bote" > finés occidental venheˣ (carelio/veps veneh, võro vineh/vineq).
El finés estándar adopta inconsistentemente algunas palabras en su forma finés occidental (por ejemplo, murhe; perhe "familia", valhe "mentira"), algunas en su forma finés oriental (por ejemplo, vene; huone "habitación").
La *-n final se pierde en la mayor parte del área fínica meridional (así como ampliamente en el finés coloquial moderno). En el vótico esto provoca alargamiento compensatorio de la vocal precedente. La terminación verbal de primera persona resiste el cambio, y generalmente permanece como -n.
La pérdida de consonantes finales siguió a la pérdida de vocales finales. Así, las vocales seguidas de una consonante perdida se preservaron.

### Pérdida de obstruyentes sonoras
Las obstruyentes sonoras b/β, d/δ y *g/γ que ocurrían como los grados débiles de oclusivas simples a menudo se perdían o modificaban de varias maneras. Los resultados más simples están en las lenguas marginales livonio, lúdico y veps, donde las tres se reflejan como oclusivas sonoras simples b, d y g respectivamente independientemente del entorno. Las lenguas restantes muestran desarrollos más complejos.
*b/β se desarrolla relativamente uniformemente:
La fricativa β se fusiona con v.
El grupo nasal-oclusiva *mb se asimila a mm, excepto en el carelio de Olonets (Livvi).
El desarrollo de *d/δ es más diverso:
Los grupos lδ y rδ se asimilan ampliamente a las geminadas ll y rr, creando los patrones de gradación característicos lt ~ ll y rt ~ rr.
En otras posiciones, *δ se pierde temprano en las otras lenguas del grupo fínico oriental (finés oriental, carelio e ingrio) así como en el estonio. Después de vocales largas, esto a menudo resultó en resolución de hiato, a menudo insertando una semivocal -(i)j- o -(v)v-.
En el finés occidental, δ se pierde después de una sílaba átona, pero permanece después de una sílaba tónica. Permaneció inicialmente como /ð/, pero cambió a /ɾ/ o /r/ en Ostrobotnia y a /l/ en Tavastia. En el finés estándar, el sonido se escribía ⟨d⟩ o ⟨dh⟩ temprano, y la pronunciación ahora se ha convertido en /d/ mediante pronunciación ortográfica. Las palabras individuales pueden seguir dialectos particulares en su lugar, por ejemplo, cero en naudetta > navetta "establo", l en *tadikkoi > talikko "tenedor de estiércol".
El grupo nasal-oclusiva *nd se asimila a nn, excepto en el carelio de Olonets.
g/γ se desarrolla algo similar a d/δ, pero con varios resultados condicionales:
En el vótico, *γ se fortalece a /ɡ/ cuando no está palatalizado (ver arriba).
En el carelio, los grupos lγ y rγ se convierten en geminadas ll y rr, como los grupos lδ y rδ.
En el finés occidental, lγ y rγ se convierten en lj y rj cuando van seguidos de una vocal anterior no redondeada (i, e, y a menudo ä), aunque hay una gran variación y hay excepciones para cada vocal. También hay muchas palabras en las que el grupo hk se desarrolla en hγ analógicamente, que luego también se desarrolla en hj, aunque de nuevo con numerosas excepciones.
Entre dos vocales labiales, γ se convierte en v en el finés occidental.
En todas las demás lenguas y posiciones, *γ se pierde.
El grupo nasal-oclusiva ŋg se asimila a la geminada correspondiente ng /ŋː/ en varios de los dialectos fineses. Sin embargo, dada la falta de una ŋ preexistente, el grupo ampliamente "no se gradúa" de nuevo a *ŋk. En el ingrio de Lower Luga, este grupo permaneció como una /ŋɡ/ sonora (en oposición a la nk sorda /ŋk/).
La pérdida de consonantes a menudo creó nuevas vocales largas y diptongos, particularmente en sílabas no iniciales. Compare por ejemplo:
Finés auttaa "ayudar" < protofinés *abuttadak con el grado fuerte no modificado en apu "ayuda, asistencia".
Estonio norte y sur susi "lobo", genitivo soe < protofinés suci, suδen.
Carelio de Tver käzi "mano", genitivo kiän < protofinés *käci, käδen.

### Lenición
En todas las lenguas fínicas excepto el finés, el carelio norte, el dialecto Ala-Laukaa del ingrio y el vótico (parcialmente), las consonantes obstruyentes sordas (grado fuerte) p, t, k y s, se lenizan a obstruyentes sonoras o sordas laxas b, d, g, z cuando ocurren entre sonidos sonoros. En el veps y el livonio, estas nuevas oclusivas sonoras se fusionan con sus contrapartes de grado débil. En el estonio s permanece sorda y b, d, g no están completamente sonorizadas, sino que permanecen como consonantes sordas laxas [b̥], [d̥], [ɡ̊].

### Elevación o diptongación de vocales largas
En muchas lenguas fínicas, las vocales largas se desarrollan en diptongos de apertura elevando el inicio, o muestran elevación general.
Las vocales medias largas oo, öö y ee se convierten en diptongos de apertura /uo̯/, /yø̯/, /ie̯/ en el finés, el carelio, el ingrio de Lower Luga y varios dialectos marginales del estonio norte. En los dialectos fineses occidentales su segundo componente se vuelve más abierto, produciendo /uɔ̯/, /yœ̯/, /iɛ̯/ o incluso /uɑ̯/, /yæ̯/ y ya sea /iæ̯/ o /iɑ̯/ dependiendo de la armonía vocálica. La diptongación también ocurre en el livonio, pero solo bajo ciertas condiciones, y la vocal media posterior no redondeada larga õõ no se ve afectada. En el livonio, las vocales cortas o y *e también pueden diptongar, lo que lleva a un contraste de uo, ie cortos /wo/, /je/ con ūo, īe largos /uːo̯/, /iːe̯/.
En muchos dialectos ingrios, ee, oo y öö se fusionan con ii /iː/, uu /uː/ y yy /yː/.
En el estonio meridional, la elevación solo ocurre en sílabas superlargas, y resulta en vocales largas cerradas uu, üü y ii.
En el finés oriental y el carelio, las vocales bajas aa y ää también se diptongan, convirtiéndose en carelio ua, yä/iä (en algunos dialectos, oa, öä/eä), savoniano ua, iä. En el livonio estándar, la *aa larga de cualquier origen se eleva generalmente tarde a ǭ /ɔː/.

### Asimilación de diptongos
El diptongo *eü se labializa completamente a öü en el fínico norte y el estonio meridional. En los dialectos norteños del veps, se crean nuevas vocales largas cerradas mediante la elevación de varios diptongos:
ei, öi > ii.
iu, iü, eu, öü > üü ~ üu.
au, ou > uu.
El estonio norte en cambio desredondea todos los diptongos que terminan en -ü a -i:
*eü > ei
*äü > äi
En el finés savoniano, se baja el segundo elemento de todos los diptongos:
au, äü > ao, äö o más > aa, ää
ai, äi > ae, äe
oi, öi > oe, öe
En el livonio, au se labializa a ou, y äi se palataliza a ei. Después de esto, los diptongos medios se suavizan a vocales largas bajo ciertas condiciones:
ou > oo
õi, õu > õõ
ei > ee

### Vocalización de coda
Una variedad de lenguas muestra un cambio de una consonante final de sílaba a una vocal. Esto no es un solo cambio, sino varios desarrollos independientes.
En el grupo fínico meridional, n se pierde antes de s (< protofinés s o c), con alargamiento compensatorio de la vocal precedente. Por ejemplo, protofinés kanci "tapa", pensas "arbusto" > estonio kaas, põõsas, pero > finés kansi, pensas.
En el finés occidental, las consonantes oclusivas antes de una sonorante se vocalizan a u. Por ejemplo, kapris "cabra", atra "arado", *kakra "avena" > finés kauris, aura, kaura, pero > estonio kaber, ader, kaer, carelio kapris, atra, kakra. El finés estándar sigue mayormente el modelo del finés occidental. Algunas excepciones notables incluyen kekri "fiesta de la víspera de Todos los Santos", kupla "burbuja".
La *l final de sílaba se vocaliza en el veps en una fecha tardía, creando diptongos finales en u en los dialectos norteños y centrales, vocales largas en los sureños.